# The Band (2009)
The Band ist ein australischer Spielfilm  aus dem Jahr 2009.  Die Regie führte Anna Brownfield, die auch das Drehbuch schrieb. In der Hauptrolle ist Amy Cater zu sehen.

## Handlung
Der Sänger und Gitarrist Jimmy verlässt seine Band Gutter Filth um eine Solokarriere zu starten. Die Band engagiert als Ersatz Jimmys Exfreundin Candy, die sich von ihm getrennt hat, nachdem sie ihn beim Fremdgehen erwischte. Während sie mit Gutter Filth auf Tournee ist, trauert Candy zunächst noch Jimmy hinterher, wird dann aber von der lesbischen Bandmanagerin Jennifer getröstet, mit der sie später eine Beziehung eingeht.
Während Gutter Filth mit einem ihrer Songs die Spitze der Musikcharts erklimmt, ist Jimmys Karriere am Ende. In einer Kneipe trifft er Candy und versucht, wieder mit ihr anzubandeln. Sie spielt ihm vor, dass sie interessiert sei und Sex auf der Toilette mit ihm haben möchte. In Wahrheit zerstört sie ihn endgültig, indem sie einer anwesenden Pressefotografin einen Tipp gibt, woraufhin diese Jimmy mit heruntergelassener Hose beim Onanieren fotografiert.

## Hintergrund
The Band wurde 2009 in Australien veröffentlicht. In Deutschland erschien er am 26. April 2013 auf DVD. Die deutsche DVD-Fassung ist mit 72 Minuten gegenüber der US-Version um 18 Minuten kürzer, da mehrere pornografische Szenen gekürzt wurden bzw. komplett entfielen.

## Rezeption

### Kritik
„Ebenso sexistisch wie feministisch aufgeladener Film, dessen Regisseurin für Frauen-Power ‚in allen Lebenslagen einsteht und dies auch an der Sex-Front unter Beweis stellen will‘.“

### Auszeichnungen
2010 wurde The Band bei den Feminist Porn Awards in der Kategorie „Hottest Feature Film“ ausgezeichnet. 2019 erhielt Anna Brownfield für ihren Film den Feministischen Pornofilmpreis Europa.